# Dẽ trán trắng
Calidris alpina là một loài chim trong họ Scolopacidae.
Đây là loài sinh sống quanh vùng cực ở Bắc Cực hoặc khu vực cận Bắc Cực. Loài chim này sinh sản ở miền bắc châu Âu và châu Á là người di cư đường dài, đông nam châu Phi, Đông Nam Á và Trung Đông. Những con sinh sản ở Alaska và Bắc Cực thuộc Canada di chuyển một khoảng cách ngắn đến bờ biển Thái Bình Dương và Đại Tây Dương của Bắc Mỹ, mặc dù những cá thể làm tổ ở miền Bắc Alaska qua mùa đông ở châu Á.

## Hình ảnh

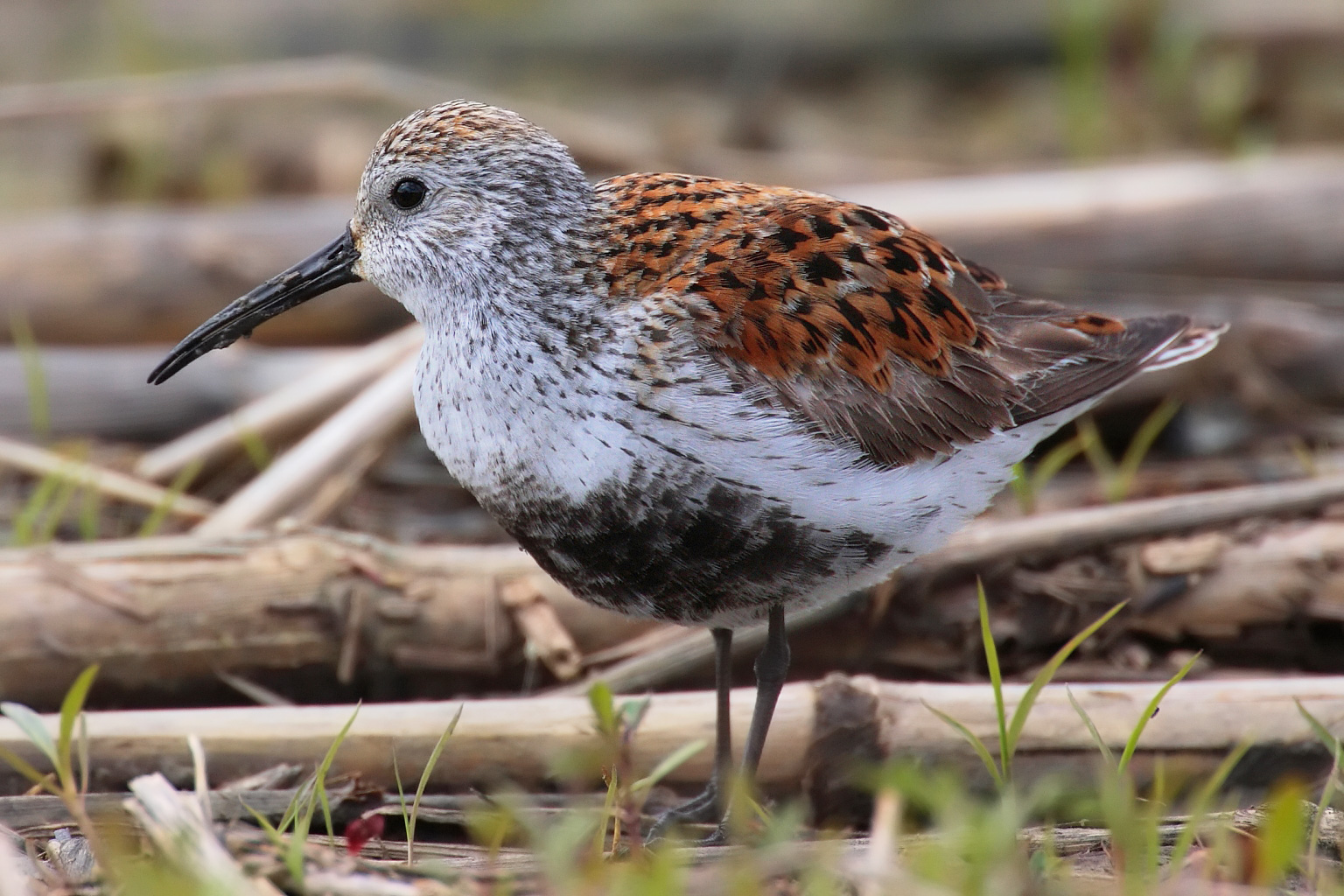
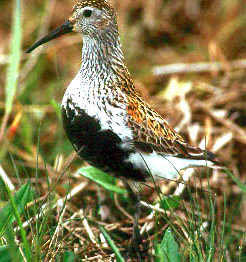
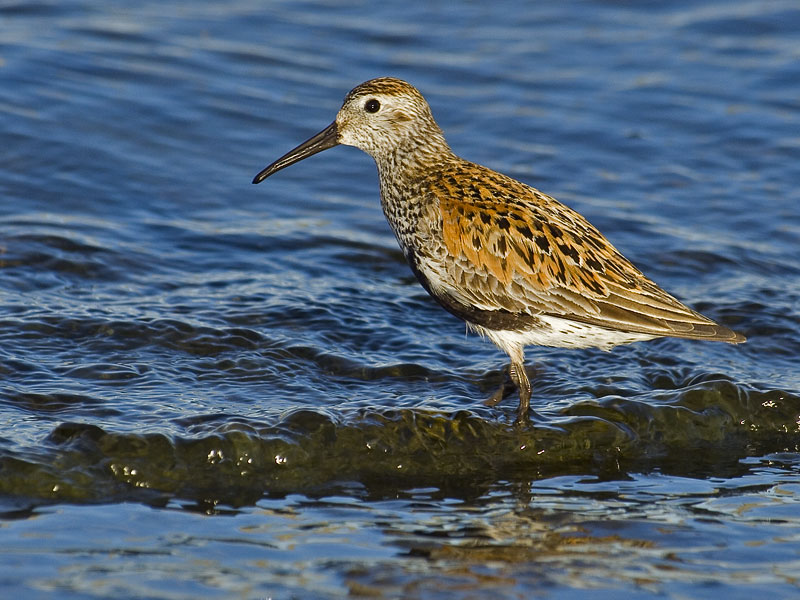
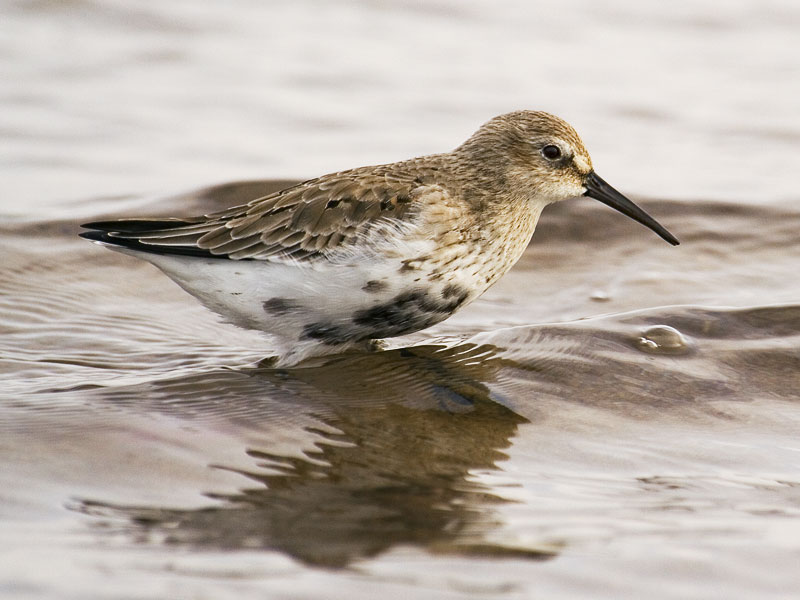
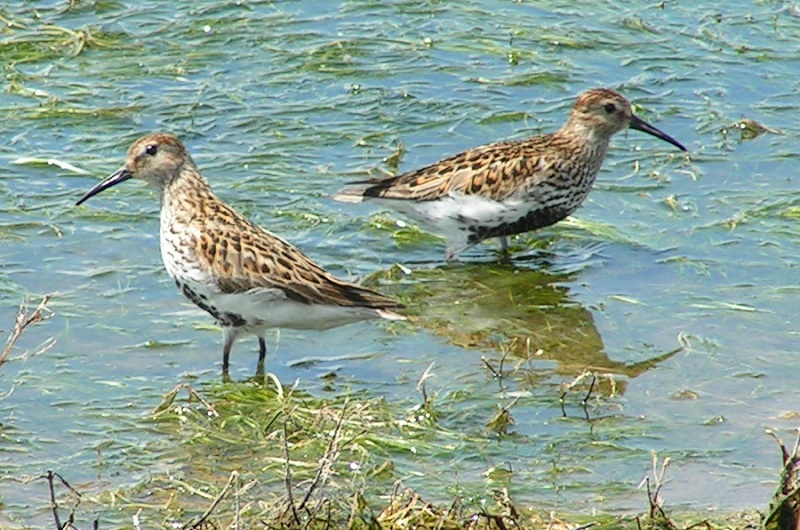
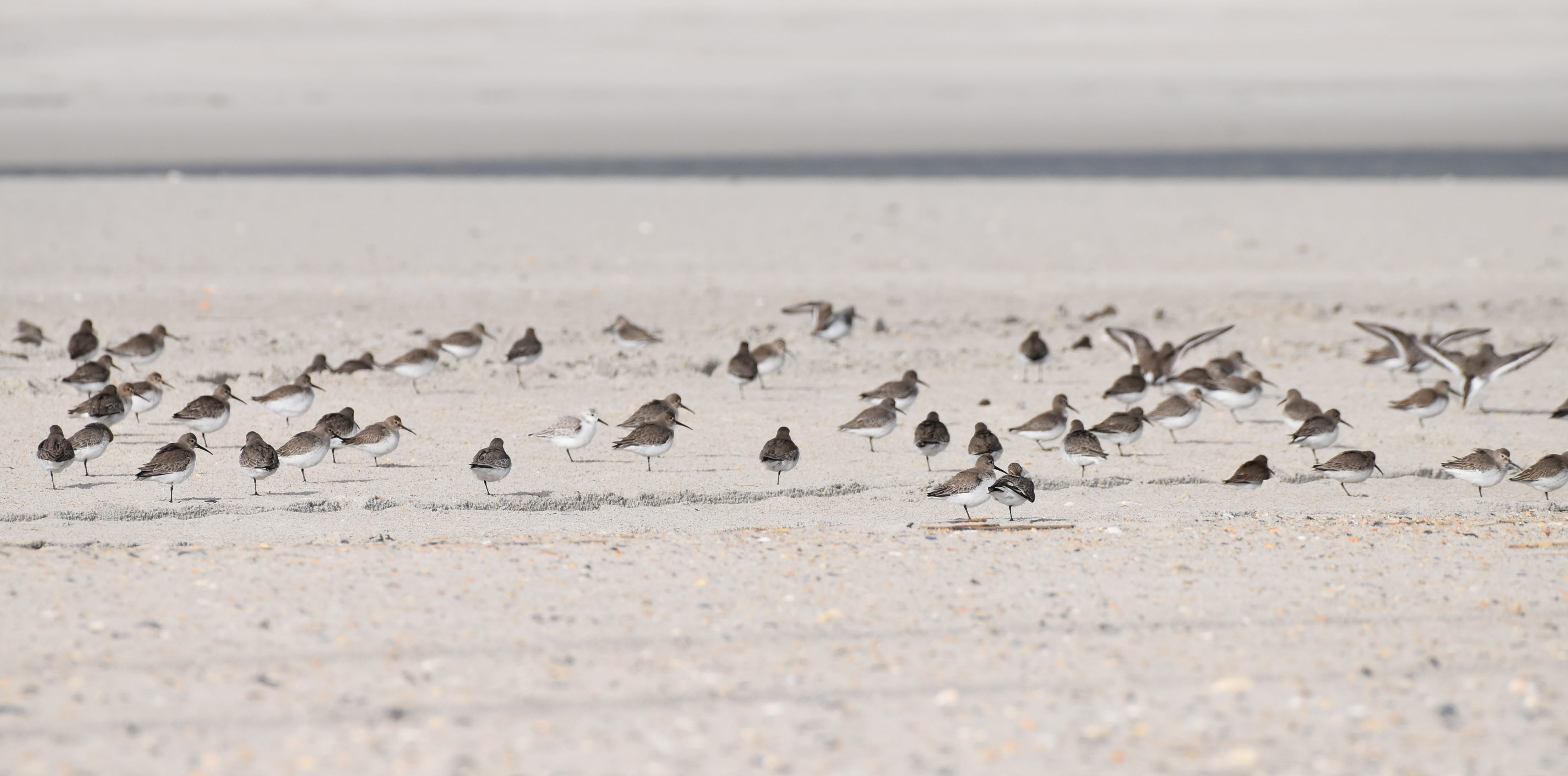
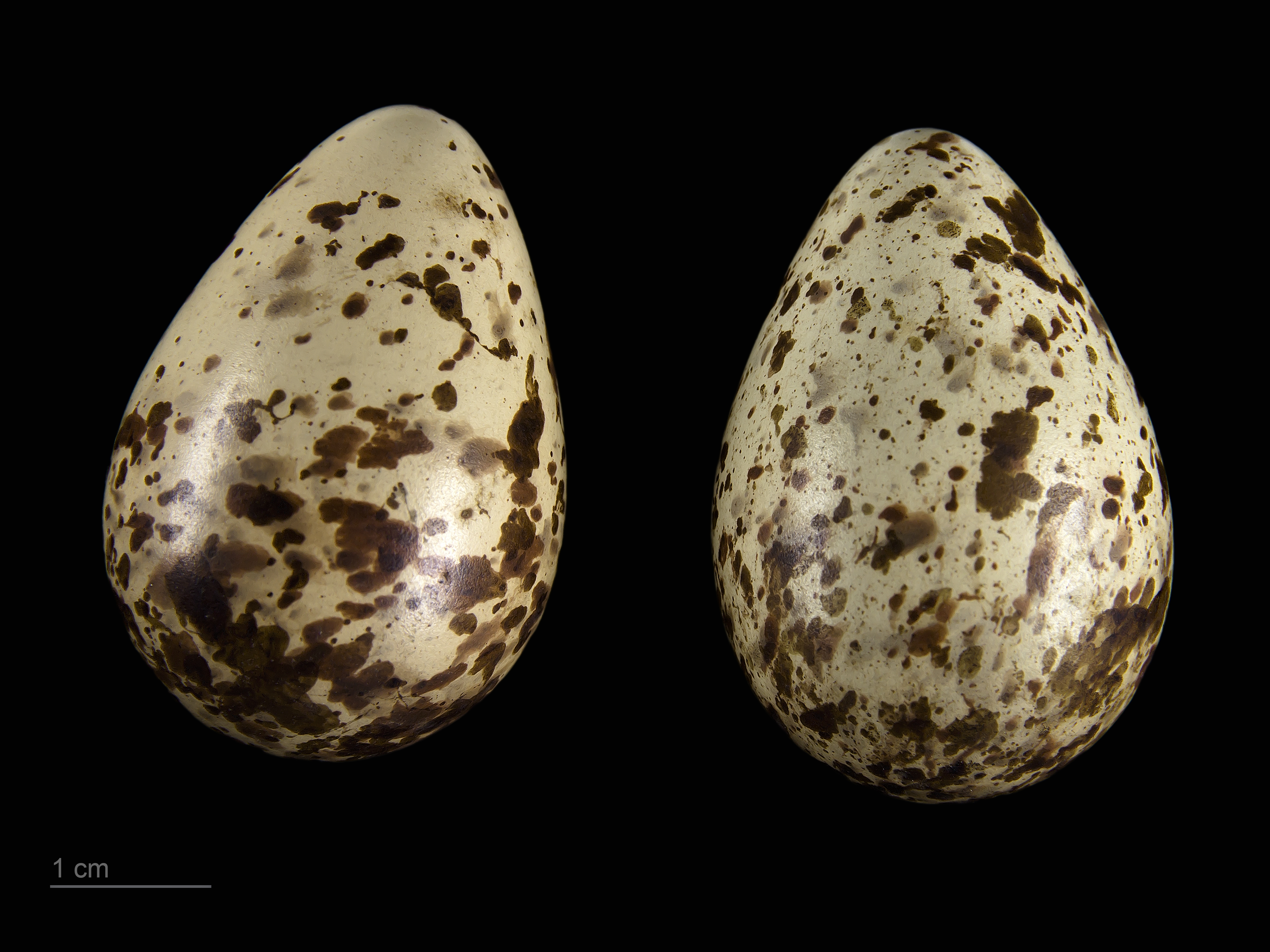
Trứng chim.